# 宜蘭蘭陽國際觀光夜市

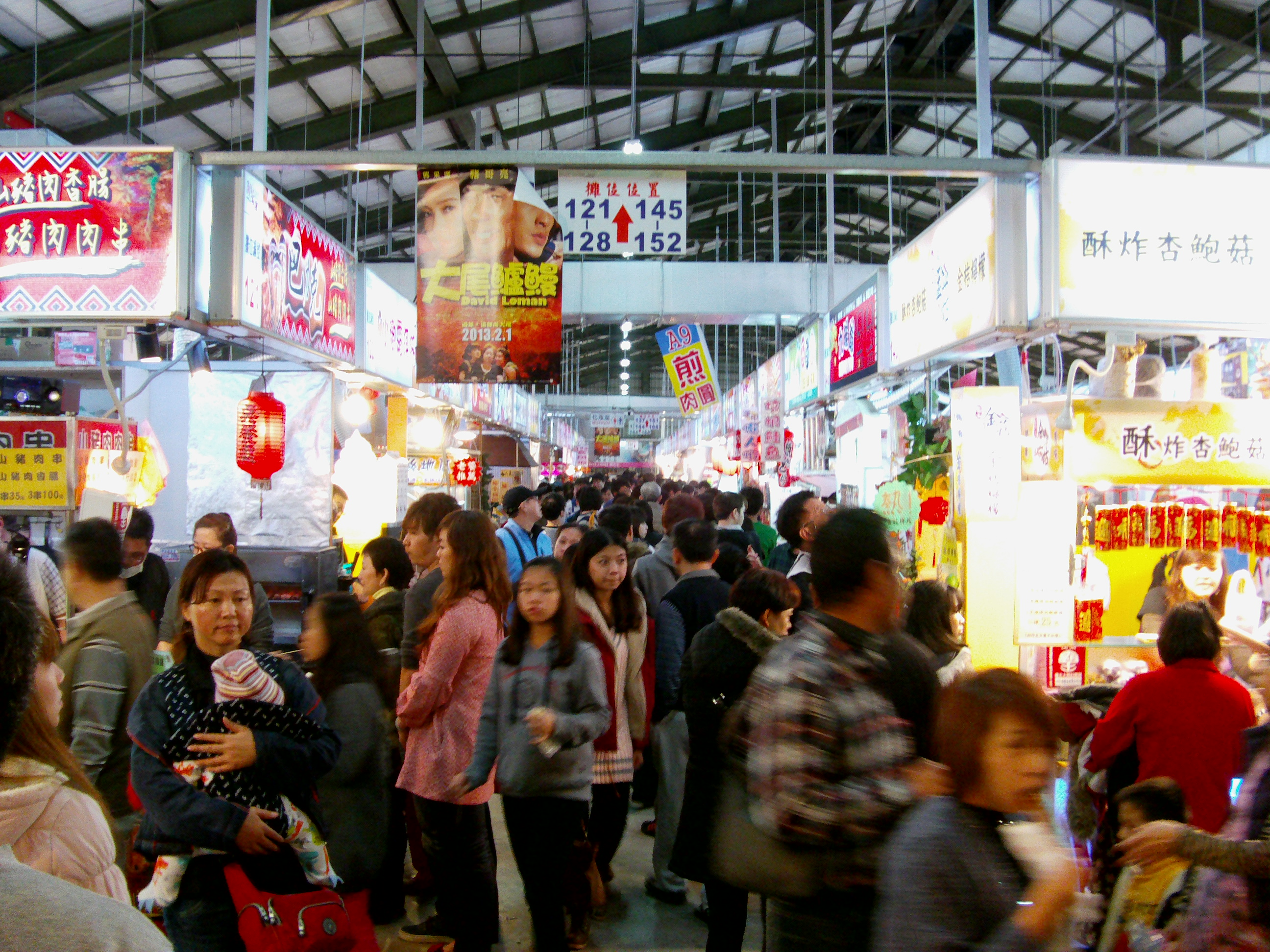
蘭陽觀光夜市一角

宜蘭蘭陽國際觀光夜市是宜蘭市最大室內夜市，總面積約4,500坪，位於宜蘭縣宜蘭市宜蘭轉運站旁。蘭陽觀光夜市係利用舊有宜蘭果菜批發市場之場址改建設立。規劃有飲食區、百貨區、遊戲區及汽機車停車位。是一合法觀光夜市。飲食區的店鋪售賣有炸物和燒烤等食品飲品。百貨區有售賣各式服飾、皮件和手機週邊的店鋪。娛樂區有手划船和5D電影等設施。

## 外部連結
- 非凡大探索（页面存档备份，存于）
- 台灣休閒旅館協會（页面存档备份，存于）
- 四方通行旅遊網（页面存档备份，存于）
- TVBS新聞報導[]
- 中天新聞報導[永久]